# Ośno (województwo pomorskie)
Ośno – osada w Polsce położona w województwie pomorskim, w powiecie kwidzyńskim, w gminie Kwidzyn drodze wojewódzkiej nr 524.
W latach 1975–1998 miejscowość położona była w województwie elbląskim.